# Zagorica pri Velikem Gabru
Zagorica pri Velikem Gabru je vas v občini Trebnje. Leži deloma na ravnici, južno od magistralne ceste Ljubljana-Novo mesto, in deloma na položnem pobočju Ambroževega hriba. Od Ivančne Gorice je oddaljena 7 kilometrov in od Trebnjega 11 kilometrov.

## Zgodovina
V sklopu izkopavanj izgradnje slovenskega avtocestnega omrežja (2001, SAAS) je bila okolica Zagorice pri Velikem Gabru skrbno arheološko pregledana. Odkrite so bile ostaline naselji od prazgodovine do novega veka. Vendar pa je površina odkritih naselij in grobišč še nedvomno širša od pregledane avtocestne trase. Po zaključkih izkopavanj so opravili površinski in podpovršinski terenski pregled zemljišč, severno in južno od ugotovljenih arheoloških arealov. Namen tega dela je bil zamejiti najdiščni kompleks, ali celo ugotoviti obseg izrabe prostora v posameznih obdobjih. 
Kamnita orodja in lončenina ob danes usahli mlaki v Biču, dokazujejo, da je bil na tem območju človek prisoten vsaj 2000 let pred našim štetjem. Stalna poselitev na tem območju pa je nedvomno s konca drugega stoletja pred našim štetjem. V omenjeno obdobje sodi 20 mlajšeželeznih grobov s pridatki. Rimsko naselje je ležalo med današnjima naseljema Zagorico in Bičem. Izkopani so bili štirje kamniti, verjetno hišni, temelji in več lesenih konstrukcij iz vertikalnih nosilcev. Na jugu in vzhodu naselbine se je razprostiralo grobišče s kamnitimi grobnicami iz 1. do 3. stoletja našega štetja. Verjetno je za večjo poselitev kriva bližina rimske poti v neposredni bližini, saj se je mimo vila rimska cesta od Emone (Ljubljana) do Siscie (Sisak).
V pozni antiki se je naselje umaknilo iz poplavnih ravnic presihajočega Biškega jezera v višje ležeče predele. Na tem mestu je zraslo staroslovansko naselje, ki je verjetno obstajalo še v 10. stoletju. Naselje Bič se v pisnih virih omenja od sredine 12. stoletja dalje v listinah škofije na Krki na Koroškem in v listinah cistercijanskega samostana v Stični. Ravno stiški samostan je imel v okoliških krajih (po letu 1136, ko je bil ustanovljen) zelo velik vpliv, saj je imel vlogo univerzitetnega, gospodarskega, kulturnega in verskega središča. Ukinil ga je Jožef II. leta 1784, vendar je samostan leta 1898 ponovno zaživel.  
V času turških upadov je okolica utrpela veliko škode, saj je tod mimo potekala pot preko Banja Luke, Karlovca, Metlike, Novega mesta, Višnje Gore v Ljubljano in naprej. Pred veliko turško škodo sta ozemlje branila bližnja gradova Šumberk (kot grad prvič omenjen 1266, v času turški upadov slabše branjeno stanovanjsko poslopje v lasti turjaških grofov med njimi Andreja Auersperga, ki je eden zaslužnejših za zmago pri Sisku, dokončno je grad razpadel v začetku 18. stoletja), in Kozjak (prvič omenjen 1332, v času turških upadov je rodbina Kozjakov ravno izumirala, grad je že propadal, opustili so ga konec 17. stoletja).
V času proti francoskim uporom je okolica zaradi požigov in nasilja francoskih vojakov utrpela veliko škodo. Okolica je bila kasneje zelo aktivna pri podpisovanju programa Zedinjene Slovenije. Veliko prebivalstva se je pred in po prvi svetovni vojni preselilo v Ameriko, saj so bližnji kraji močno razvojno zaostajali zaradi slabih cestnih povezav, predvsem zaradi pomanjkanja železnice. 
Med drugo svetovno vojno je v okolici Zagorice 19. - 21. januarja 1943 potekala pomembnejša bitka med Tomšičevo, Cankarjevo in Gubčevo brigado nasproti Italijanom in belogardistom. Kmalu po zmagi partizanov v regiji ni bilo več večjih vojnih konfliktov. Po vojni leta 1956 je bilo ustanovljeno Gasilsko društvo Zagorica pri Velikem Gabru, ki aktivno deluje še danes. Sredi vasi stoji kapelica iz tega obdobja v čast Mariji, točna starost je neznana. 
Zagoričani se v zadnjih letih zaradi neposredne bližine avtoceste posvečajo prevozništvu in prenočevalnim kapacitetam. Približno polovica ljudi se na delo vozi v smeri Novega mesta in druga polovica v smeri Grosupljega. Še vedno pa ostaja pomembna dejavnost kmetijstvo, predvsem poljedelstvo, saj Zagorica leži v tako imenovani krompirjevi dolini, in pridelava mleka. Po zadnjih podatkih ima 229 prebivalcev.